# Épuisay
Épuisay är en kommun i departementet Loir-et-Cher i regionen Centre-Val de Loire i de centrala delarna av Frankrike. Kommunen ligger i kantonen Savigny-sur-Braye som tillhör arrondissementet Vendôme. År 2022 hade Épuisay 790 invånare.

## Befolkningsutveckling
Antalet invånare i kommunen Épuisay
| Referens: INSEE |